# Ян Шимак
Ян Шимак (чеськ. Jan Šimák, нар. 13 жовтня 1978, Табор) — чеський футболіст, що грав на позиції півзахисника.
Виступав, зокрема, за клуб «Баєр 04», а також національну збірну Чехії.

## Клубна кар'єра
У дорослому футболі дебютував 1996 року виступами за команду «Хмел», у якій провів чотири сезони, взявши участь у 99 матчах чемпіонату. 
Протягом 2000—2002 років захищав кольори клубу «Ганновер 96».
Своєю грою за останню команду привернув увагу представників тренерського штабу клубу «Баєр 04», до складу якого приєднався 2002 року. Відіграв за команду з Леверкузена наступні два сезони своєї ігрової кар'єри.
Згодом з 2003 по 2015 рік грав у складі команд «Ганновер 96», «Спарта» (Прага), «Карл Цейс», «Штутгарт», «Майнц 05», «Карл Цейс», «Таборско» та «Богеміанс 1905».
Завершив ігрову кар'єру у команді «Динамо» (Ч. Будейовиці), за яку виступав протягом 2015—2016 років.

## Виступи за збірну
У 2002 році дебютував в офіційних матчах у складі національної збірної Чехії.
Загалом протягом кар'єри в національній команді, яка тривала 1 рік, провів у її формі 1 матч.